# Twenty-Four Dollar Island
Twenty-Four Dollar Island is een stille stadssymfonie van Robert J. Flaherty uit 1926, die het geïndustrialiseerde en geürbaniseerde New York in beeld brengt.

## Synopsis film
Twenty-Four Dollar Island is een avant-gardefilm over de moderne grootstad New York. De film, die gemaakt is ter gelegenheid van de driehonderdste verjaardag van de verkoop van het eiland Manhattan, opent met een beeld waarop we zien hoe de Nederlanders Manhattan voor vierentwintig dollar kopen van de Indiaanse inboorlingen en omdopen tot Nieuw-Amsterdam. Het is trouwens op deze prijs dat de titel alludeert. Nadat we eerst enkele tekeningen en kaarten te zien krijgen van het zeventiende-eeuwse Nieuw-Amsterdam komen we via een tussentitel te weten dat er in de volgende shots een beeld zal worden geschetst van de industriële grootmacht die New York anno 1926 is. De rest van de film, doorgaans gefilmd in long shot, toont de Big Apple als een stad waar de moderniteit overduidelijk aanwezig is. Gedurende de hele film ligt de klemtoon op de moderne metropool die in opbouw is: kranen, bulldozers, werkmannen, et cetera. Deze beelden worden afgewisseld met shots van de torenhoge wolkenkrabbers, het drukke, hectische verkeer en de schepen op de Hudson en East River.
Twenty-Four Dollar Island is een stadssymfonie wat impliceert dat de nadruk op de stad New York ligt en meer bepaald op het moderne grootstedelijk leven, zijnde het chaotische verkeer, wolkenkrabbers, industrialisatie en de constructie van de metropool. Flaherty lijkt gefascineerd te zijn door het dynamische, want alles in beeld is voortdurend in beweging, van de schepen die voorbij varen tot de kranen die aarde opscheppen. De rookpluimen die zich gedurende de hele film een weg banen tussen de gebouwen wijzen niet alleen op de dynamiek die eigen is aan de stedelijke omgeving, maar staan daarnaast ook symbool voor het industrieel imperium dat New York is.
Zoals de ondertitel, A camera impression of New York, al laat uitschijnen zijn de stad New York en haar architectuur het onderwerp van de film. Flaherty heeft geen oog voor de mens als individu. Als er al mensen worden getoond, dan is het de anonieme massa wiens gezicht onherkenbaar is. De verantwoording aan het begin van de film kan trouwens niet duidelijker zijn:
You understand that I am speaking of a film in which New York is the central character, not a picture in which individuals are portrayed, which would make New York merely the background for a story. I am talking about the picture in which New York is the story.
(Robert Flaherty aan het begin van Twenty-Four Dollar Island)
In Twenty-Four Dollar Island wordt de moderne metropool New York voorgesteld als een artificiële en door de mens geconstrueerde omgeving die de natuurlijke omgeving heeft vervangen. Gedurende de hele film krijgt het publiek beelden te zien van een stad waar het gemechaniseerde de bovenhand heeft genomen. Enkel in het eindshot lijkt nog plaats te zijn voor de natuur, want in een long shot wordt - het weliswaar aangelegde - Central Park getoond hetwelk dan ook meteen de pendant is van de beginbeelden van de Nederlanders die Manhattan kopen van de Indianen. Flaherty wil het publiek erop wijzen hoe ver het anno 1926 verwijderd is van de natuur en dit ten gevolge van de ingesijpelde moderniteit.
De film, die geen narratief heeft, werd gemaakt in opdracht van Pictorial Clubs of America, maar omdat hij niet aansloeg bij het ruimere publiek heeft men hem gebruikt als achtergrond bij de dansvoorstelling “The Sidewalks of New York” in het Roxy Theatre.

## Situering in het genre
Begin twintigste eeuw raken kunstenaars, en later ook cineasten, gefascineerd door de moderne grootstad. Die interesse valt te verklaren doordat de metropool de locus is van de moderniteit. De stad is namelijk een plaats van bureaucratie, vervreemding, civilisatie, urbanisatie, industrialisatie, mechanisering, kapitalisme, vernieuwing en dynamiek. In de jaren twintig komt er zelfs een specifiek filmgenre tot ontwikkeling waarin de moderne grootstad de hoofdrol speelt, de zogenaamde stadssymfonie. De stadssymfonie is een genre met specifieke kenmerken.
Om te beginnen maken stadssymfonieën (bijna) uitsluitend gebruik van locatieopnamen en presenteren ze de stad als een plaats waar de moderniteit het duidelijkste zichtbaar is wat resulteert in het in beeld brengen van die zaken die de moderniteit symboliseren zoals wolkenkrabbers, woelige mensenmassa’s, etalages, en dergelijke meer. Daarnaast tonen ze het banale leven van alledag in (meestal) één specifieke grootstad waardoor ze kunnen opgevat worden als een documentaire over het grootstedelijk leven. In de meeste stadssymfonieën wordt het leven op het ritme van één dag getoond, van ’s morgens als de stad ontwaakt tot ’s avonds als ze gaat slapen, en wordt de nadruk gelegd op de dynamiek die eigen is aan de stedelijke omgeving. Nog een ander kenmerk is dat stadssymfonieën zeer duidelijke overeenkomsten vertonen met avant-gardecinema wat zich uit in het gebruik van diagonale camerastandpunten, kikvors- en vogelperspectieven en het toepassen van allerhande experimentele technieken als slow en fast motion, meervoudige belichting en snelle, ritmische montages. Ten slotte gaan stadssymfonieën film en stedelijkheid met elkaar verweven aangezien ze suggereren dat de metropool, net als film, geleid wordt door vertraging en versnelling en dat film het medium bij uitstek is om de dynamiek en snelheid van de moderne grootstad weer te geven.
Twenty-Four Dollar Island is een duidelijk voorbeeld van een stadssymfonie omwille van het feit dat deze film beantwoordt aan de typische kenmerken van het genre. Met zijn beweeglijke camera toont Flaherty het alledaagse, grootstedelijk leven van één dag en legt hij de nadruk op de stedelijke dynamiek. Daarnaast heeft hij ook aandacht voor de typische symbolen van de moderniteit zijnde hectisch verkeer, wolkenkrabbers en schepen als voorbeeld van nieuwe transportmiddelen. Het gebruik van vogel- en kikvorsperspectieven, ongewone camerastandpunten en ritmische montage geeft de film dan weer een experimenteel en avant-gardistisch karakter.

## Situering in het oeuvre
Gefascineerd door het alledaagse leven is Robert Flaherty hoofdzakelijk bekend geworden door zijn documentaire Nanook of the North (1922) waarin hij de dagelijkse gebruiken en gewoonten van de Eskimo Nanook vastlegt op film. In zijn twee latere documentairefilms, Moana (1926) en Man of Aran (1934), focust hij dan weer op de gewoonten van een exotische stam op de Samoa-eilanden en van de bewoners op de Aran-eilanden. In deze drie films gaat Flaherty op een specifiek iemand focussen om zo een beeld te schetsen van het leven van een etnische groep in het algemeen. In Nanook of the North volgt hij de Inuit Nanook die een dagelijkse strijd levert tegen de barre, koude natuur van het hoge Noorden in de hoop te overleven. In Moana ligt de focus dan weer op de jongen Moana die tegenover zijn eigen culturele gebruiken komt te staan terwijl de Aran-bewoners strijden tegen de zee die niet alleen hun bron is van overleven, maar ook hun dood kan betekenen. Flaherty portretteert in deze documentaires mensen die dichter bij de ongerepte natuur staan dan wij. Gedreven door een romantisch escapisme wou hij op die manier ontsnappen uit de geïndustrialiseerde, geciviliseerde westerse samenleving. Hoewel deze films als documentaires worden beschouwd hoeft dat niet noodzakelijk te betekenen dat alles wat er wordt getoond ook effectief waarheidsgetrouw is. Flaherty deinsde er namelijk niet voor terug om de ‘acteurs’ te vragen bepaalde uitgestorven culturele gebruiken opnieuw toe te passen. Zo overtuigde hij bijvoorbeeld de Samoaanse jeugd om een tatoeëringceremonie te ondergaan, een ritueel dat al lange tijd geen deel meer uitmaakte van hun cultuur. Elephant Boy (1937) maakte hij samen met Alexander Korda en kunnen we ook beschouwen als een etnografische documentaire omdat die film het verhaal vertelt van de vriendschap tussen een Indische jongen en zijn olifant. Tabu (1931) en White Shadows in the South Seas (1928) zijn gemaakt in samenwerking met Friedrich Wilhelm Murnau en Woodbridge Strong Van Dyke. Hoewel ze ook het leven tonen van vreemde, ‘primitievere’ culturen is het grote verschil met Nanook, Moana en Man of Aran dat Tabu en White Shadows in the South Seas ongerepte samenlevingen in beeld brengen die besmet zijn door westerse invloeden. In The Pottery Maker (1925) bespeuren we dan weer Flaherty’s bewondering voor een traditionele vaardigheid, zijnde handmatig potten bakken. In The Land (1939/42), Industrial Britain (1931) en Louisiana Story (1948) ten slotte tracht hij het publiek duidelijk te maken hoe mens en natuur het slachtoffer worden van de toenemende industrialisering en mechanisering. Deze films tonen hoe traditioneel vakmanschap plaats ruimt voor gemechaniseerde massaproductie en hoe de natuurlijke omgeving geleidelijk aan omgevormd wordt tot een industrieel landschap.
Twenty-Four Dollar Island neemt een bijzondere plaats in in Flaherty’s oeuvre aangezien het zijn enige stadssymfonie is, maar gezien het feit dat de film een waarheidsgetrouwe representatie schetst van de Big Apple kan hij perfect onder de noemer ‘documentaire’ teruggebracht worden.

## Stilistische kenmerken
Wanneer we de technische kant van de film bekijken valt het op dat Flaherty het dynamische New York in beeld brengt door regelmatig gebruik te maken van long shots. Op die manier duikt de camera niet onder tot op het woelige straatniveau, maar bewaart hij een zekere afstand waardoor we vooral panoramische beelden te zien krijgen. Dit is typisch voor Amerikaanse stadssymfonieën, want in Frankrijk bijvoorbeeld duikt men wel onder in de drukte van de straat. Twenty-Four Dollar Island is een stille film die gebruikmaakt van allerhande avant-gardetechnieken zoals vogel- en kikvorsperspectieven, ongewone camerastandpunten en ritmische montage, maar het laatste en tevens opmerkelijkste aspect is dat Flaherty werkt met een telelens. Telefotolenzen, ook wel lenzen met een lange focale lengte genoemd, brengen voor- en achtergrond dichter bij elkaar waardoor ze een vervlakkend effect hebben. Daarenboven vergroten ze het gefilmde subject dermate dat de scherpte op de achtergrond zo goed als verdwijnt.; Flaherty’s fascinatie voor de telefotolens blijkt uit het volgende citaat:
The effects obtained with my long-focus lenses amazed me. I remember shooting from the roof of the Telephone Building across the Jersey shore with an 8 in. lens and, even at that distance, obtaining stereoscopic effects that seemed magical.